# Anja Kontor
Anja Christina Kontor, född 18 december 1964 i Uppsala, är en svensk journalist, programledare och producent. Hon har arbetat både inom radio och TV, bland annat för TV4 och SVT. 

## Biografi
Anja Kontor studerade bland annat språk, kommunikation och psykologi till en fil.kand. vid Uppsala universitet 1985–1989 och studerade journalistik vid Poppius journalistskola 1988–1989, följt av studier i kommunikologi vid Skandinavisk institutt for kommunikologi 2010–2013. Hon började frilansa 1987 inom Sveriges Radio. 
Hon var 1995–1997 med och startade TV 4 Uppland, där hon arbetade med en mängd olika uppgifter, producerade också regelbundet inslag till TV4 Nyheterna och Nyhetsmorgon. Därefter gick hon över till Sveriges Television och var med att skapa programmet Go'kväll från SVT Sundsvall, Umeå och Norrköping; hon var där programledare, producent och reporter åren 1997–2010. 
Under åren 1997–2013 gjorde Kontor bland annat även reseprogram för SVT men också program om nordiska fyrar. Hon har även några år vikarierat som programledare för P4 Extra och Karlavagnen hos Sveriges Radio samt verkat som journalist och krönikör på bland annat Hemmets veckotidning och Tidningen Nära.
Åren 2013–2021 presenterade hon den egenskapade TV-serien När livet vänder för SVT. I denna intervjuar hon människor vars liv inneburit dramatiska förändringar och svårigheter, följt av positiva vändningar. Inspiration för serien kommer bland annat från dramatiska olyckshändelser i hennes eget liv och föräldrarna, som kom som flyktingar från Tyskland under andra världskriget.